# Jayson Rousseau
Jayson Rousseau Richardson (Sint-Maarten, 4 mei 1994) is een Frans wielrenner van Guadeloupse afkomst die anno 2018 rijdt voor Interpro Stradalli Cycling.

## Carrière
In 2017 won Rousseau deel A van de achtste etappe van de Ronde van Guadeloupe. Een dag later won hij ook de negende etappe, waarmee hij zijn aantal UCI-overwinningen verdubbelde.

## Overwinningen
2017
8e etappe deel A en 9e etappe Ronde van Guadeloupe

## Ploegen
- 2018 –  Interpro Stradalli Cycling

Amadori · Eikeland · Etxabe · Hishinuma · Hjorth · Hudry · Ishihara · Lamarre · Mitsuda · K. Mizuno · T. Mizuno · Okubamariam · Rousseau · Shinoda · Vermeulen · Whitehouse